# David Peel (musicien)
Pour les articles homonymes, voir David Peel.
David Michael Rosario, dit David Peel, né le 1er août 1943 à Brooklyn (États-Unis), et mort le 6 avril 2017, est un musicien américain ayant autrefois composé dans les années 1960 en compagnie de Harold Black, Billy Joe White et Larry Adam performing sous le nom de David Peel et The Lower East Side Band.

## Biographie
Son public, en majorité hippie, devient fan de son « rock des quartiers » acoustique et ses paroles sur la marijuana et les « flics ripoux ».
En 1968, Peel signe avec Elektra Records. Son album Have a Marijuana atteint la 186e place dans les classements musicaux Billboard. Peel est par la suite découvert par John Lennon en 1971. En 1995, Peel contribue à la popularité du single I Wanna Be a Hippy composé par le groupe early hardcore hollandais Technohead.

## Discographie sélective
- 1968: Have a Marijuana
- 1970: The American Revolution
- 1972: The Pope Smokes Dope
- 1974: Santa Claus Rooftop Junkie
- 1976: An Evening with David Peel
- 1977: Bring Back the Beatles
- 1978: King of Punk
- 1979: Junk Rock / I Hate You (single 45 tours sous le nom de David Peel and Death)
- 1980: Death to Disco
- 1980: John Lennon for President
- 1984: 1984
- 1986: Search to Destroy
- 1987: John Lennon Forever
- 1987: World War III'
- 1993: Anarchy in New York City
- 1994: Battle for New York
- 1994: War and Anarchy'
- 1995: Noiseville
- 1995: Up Against the Wall
- 2002: Legalize Marijuana
- 2002: Long Live the Grateful Dead
- 2002: Rock 'n' Roll Outlaw
- 2004: Jirokichi Live at Koenji
- 2008: Marijuana Christmas

## Cinéma
Peel a fait son apparition dans plusieurs films et courts-métrages incluant Please Stand By (1972), Rude Awakening (1989), High Times' Potluck (2004) et Les U.S.A. contre John Lennon (2006).